# Ferrocarril Avenida Cristóbal Colón
El Ferrocarril Avenida Cristóbal Colón fue una línea de tranvías existente entre 1934 y 1942 en el sector oriente de Santiago de Chile, corriendo principalmente por la avenida Cristóbal Colón de la comuna de Las Condes. Estaba destinado principalmente para el transporte de pasajeros de las poblaciones que comenzaron a formarse producto de la parcelación de los fundos existentes en la zona.

## Historia
El 6 de abril de 1931 Carlos Eduardo Valdivieso Valdés solicitó al gobierno la autorización para construir y operar una línea de tranvías a tracción mecánica de trocha métrica entre el sector de Los Leones en Providencia y la avenida Cristóbal Colón —en aquel entonces correspondiente al deslinde de los fundos Lo Herrera y San Pascual—, continuando por esta hacia el este hasta la intersección con la avenida Manquehue, con un total de 4,3 km de longitud. El decreto 507 del 6 de abril de 1932 otorgó dicha concesión y la línea inició sus servicios el 6 de junio de 1934. Posteriormente se extendió hasta la Plaza Atenas.
En enero de 1937 Valdivieso solicitó un alza de tarifas, pasando de los $0,40 originales a $0,60, y estableciendo dos secciones con una tarifa de $0,30 cada una: la primera corría desde el inicio en avenida Providencia hasta el kilómetro 1,75 y la segunda desde dicho kilómetro hasta la punta de rieles. El alza fue aprobada en abril del mismo año.
En abril de 1938 se estableció que los paraderos debían tener una separación de 150 metros y su numeración se iniciaba desde la intersección con la avenida Providencia. Producto de las obras de pavimentación de la avenida Cristóbal Colón a fines de los años 1930, los rieles que originalmente estaban ubicados en el centro de la vía fueron desplazados a la acera sur.
Luego de varios años de pérdidas económicas, principalmente por la competencia generada por las líneas de autobuses, Valdivieso solicitó la caducidad de la concesión y el levante de las vías en febrero de 1942, situación que se concretó el 28 de julio del mismo año mediante decreto del Ministerio de Fomento. Las vías fueron levantadas y posteriormente utilizadas para reparar tramos del ramal San Pedro-Quintero.

## Material rodante
El material rodante del tranvía estaba compuesto por 3 carros, cada uno con capacidad para 28 pasajeros: dos carros cerrados que se utilizaban principalmente en la época de invierno, y una góndola abierta para los meses de verano. Cada carro poseía doble comando, por lo que podían ser operados desde cualquiera de sus dos extremos. En 1935 se calculaba que el valor total de los bienes del tranvía alcanzaban los 400 000 pesos de la época.